# Distrofia fascio-escapulo-humeral
Distrofia Fascio-escápulo-Umeral é um tipo de distrofia muscular progressiva. Incide em oito de cada cem mil indivíduos (§ S. Van Der Maarel, 2014) de ambos os sexos, com mais freqüência entre os 15 e 20 anos de idade. Atinge os músculos da face e cintura escapular (ombros braços) e da cintura pélvica.
O paciente pode dormir de olhos semifechados, com fraqueza nos músculos estabilizadores da escápula (supra espinhal, subescapular, ronbóides maior e menor, trapézio e deltóite) e no músculo trapézio, o que faz com que a escápula torna-se alada.
O comprometimento da cintura pélvica e dos pés também é comum, além da fraqueza dos músculos abdominais que acentuam a lordose lombar. Pode ocorrer o comprometimento do bíceps e do tríceps, poupando o deltóide e o antebraço na fase inicial da doença.
- O coração e outros músculos internos são poupados;
É raro um comprometimento dos músculos respiratórios (vigia indispensável), porém a deglutição pode ser comprometida. Por outro lado, coração e outros músculos internos são poupados.
A longevidade não é alterada, contudo a incapacidade funcional e a restrinção de movimento compromete a qualidade de vida deste paciente.

## Genética
Os pesquisadores demonstraram que é possível eliminar a distrofia muscular facial utilizando uma técnica de edição, CRISPR, para substituir o gene ofensivo e 'desligar' essa condição genética.